# Comuna Lindesberg
Lindesberg (Lindesbergs kommun) este o comună din comitatul Örebro län, Suedia, cu o populație de 23.176 locuitori (2013).

## Geografie

### Zone urbane
Lista celor mai mari zone urbane din comună (anul 2015) conform Biroului Central de Statistică al Suediei:
| Nr | Zona urbană | Pop.  |
| -- | ----------- | ----- |
| 1  | Lindesberg  | 9.571 |
| 2  | Frövi       | 2.480 |
| 3  | Storå       | 1.967 |
| 4  | Fellingsbro | 1.475 |
| 5  | Vedevåg     | 753   |
| 6  | Gusselby    | 292   |
| 7  | Stråssa     | 288   |
| 8  | Rockhammar  | 265   |
| 9  | Ramsberg    | 203   |

## Demografie
| \| Evoluția demografică în comuna Lindesberg, 1970–2015 \| Evoluția demografică în comuna Lindesberg, 1970–2015 \| Evoluția demografică în comuna Lindesberg, 1970–2015 \| Evoluția demografică în comuna Lindesberg, 1970–2015 \| Evoluția demografică în comuna Lindesberg, 1970–2015 \| \| ----------------------------------------------------------------------------------------------------- \| ---------------------------------------------------- \| ---------------------------------------------------- \| ---------------------------------------------------- \| ---------------------------------------------------- \| \| An \| \| \| Locuitori \| \| \| 1970 \| 1970 \| \| 24163 \| 24163 \| \| 1975 \| 1975 \| \| 24545 \| 24545 \| \| 1980 \| 1980 \| \| 24956 \| 24956 \| \| 1985 \| 1985 \| \| 24631 \| 24631 \| \| 1990 \| 1990 \| \| 24663 \| 24663 \| \| 1995 \| 1995 \| \| 24835 \| 24835 \| \| 2000 \| 2000 \| \| 23525 \| 23525 \| \| 2005 \| 2005 \| \| 23228 \| 23228 \| \| 2010 \| 2010 \| \| 23034 \| 23034 \| \| 2015 \| 2015 \| \| 23562 \| 23562 \| \| Sursa: SCB - Statistika Centralbyrån, Folkmängd efter region, civilstånd, ålder och kön. År 1968–2016 \| \| \| \| \| |      |  |           |       |
| Evoluția demografică în comuna Lindesberg, 1970–2015 |      |  |           |       |
| An |      |  | Locuitori |       |
| 1970 | 1970 |  | 24163     | 24163 |
| 1975 | 1975 |  | 24545     | 24545 |
| 1980 | 1980 |  | 24956     | 24956 |
| 1985 | 1985 |  | 24631     | 24631 |
| 1990 | 1990 |  | 24663     | 24663 |
| 1995 | 1995 |  | 24835     | 24835 |
| 2000 | 2000 |  | 23525     | 23525 |
| 2005 | 2005 |  | 23228     | 23228 |
| 2010 | 2010 |  | 23034     | 23034 |
| 2015 | 2015 |  | 23562     | 23562 |
| Sursa: SCB - Statistika Centralbyrån, Folkmängd efter region, civilstånd, ålder och kön. År 1968–2016 |      |  |           |       |